# Alfred de Zayas

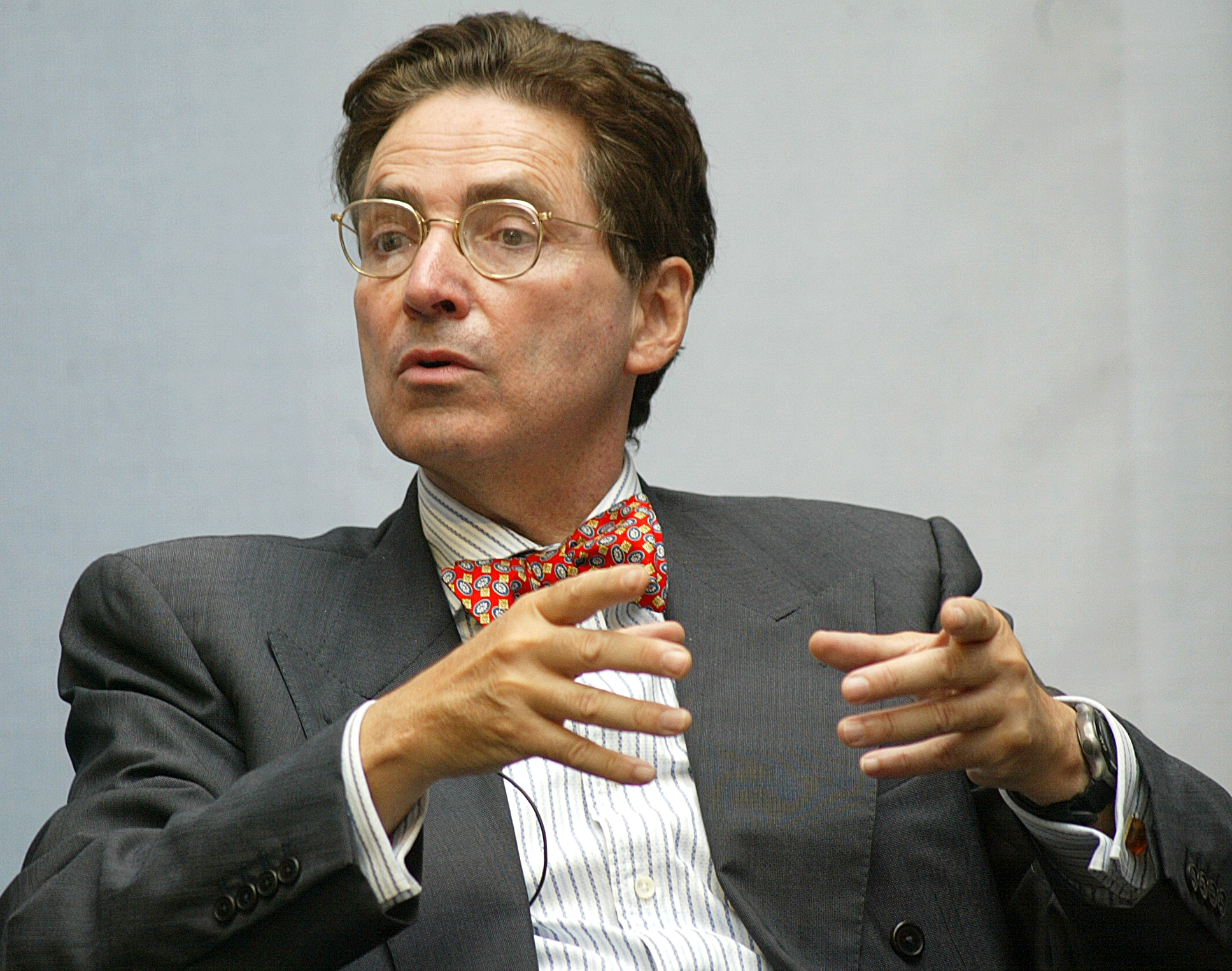
Alfred de Zayas in Potsdam (2005)

Alfred-Maurice de Zayas (* 31. Mai 1947 in Havanna, Kuba) ist ein US-amerikanischer Völkerrechtler, Historiker, Sachbuchautor und ehemaliger UN-Beamter. Von Mai 2012 bis April 2018 war er Unabhängiger Experte des Menschenrechtsrats der Vereinten Nationen für die Förderung einer demokratischen und gerechten internationalen Ordnung.

## Leben
Alfred-Maurice de Zayas wurde auf Kuba geboren und wuchs in Chicago auf. Seine Eltern waren José Maria Enrique Víctor Zayas y Portela, ein Rechtsanwalt aus Kuba, und Agustina Rozos y Arnaldo aus Asturien. Er ist ein Urenkel des vierten Präsidenten der kubanischen Republik, Alfredo Zayas Alfonso. Nach dem Studium der Philosophie und Geschichte an der Fordham Universität in New York City schloss er 1970 an der Fakultät für Rechtswissenschaften der Harvard-Universität, der Harvard Law School, sein Jura-Studium ab. 1971 ging er als Fulbright-Stipendiat nach Tübingen. Dort wurde er Mitglied des Corps Rhenania. 1974 immatrikulierte er sich an der philosophischen Fakultät der Georg-August-Universität Göttingen. Er studierte dort mittelalterliche und Neuere Geschichte und wurde 1977 am Institut für Völkerrecht und Europarecht (Göttingen) mit einer von Dietrich Rauschning betreuten Arbeit über Die Anglo-Amerikaner und die Vertreibung der Deutschen zum Dr. phil. promoviert.

### Berufliche Laufbahn
Seit 1970 ist er Mitglied der Anwaltskammern in New York und Florida. 1970/71 und 1972–1974 arbeitete er als Anwalt in der New Yorker Anwaltskanzlei des späteren US-Außenministers Cyrus Vance (Simpson Thacher). Bis 1979 war er als wissenschaftlicher Assistent am Göttinger Institut für Völker- und Europarecht tätig, wo er unter anderem eine Arbeitsgruppe für Kriegsvölkerrecht leitete. Ab 1980 war er wissenschaftlicher Mitarbeiter am Max-Planck-Institut für ausländisches öffentliches Recht und Völkerrecht in Heidelberg und im Stab der Encyclopedia of Public International Law. 1981 arbeitete er am Zentrum für Menschenrechte der Vereinten Nationen in Genf, später bis 2003 im Büro des Hohen Kommissars der Vereinten Nationen für Menschenrechte, u. a. als Sekretär der UN-Menschenrechtskommission und Chef der Beschwerde-Abteilung im Büro des UN-Hochkommissars für Menschenrechte. Zudem wirkte er im UN-Menschenrechtsrat, im UN-Ausschuss gegen Folter und im UN-Ausschuss für die Beseitigung der Rassendiskriminierung.
2003 ging er in den vorzeitigen Ruhestand, um seine akademische Laufbahn wieder aufzunehmen. Im Jahr 2003 war Zayas Gastprofessor für Völkerrecht an der University of British Columbia in Vancouver, 2004 Gastprofessor am Genfer Hochschulinstitut für internationale Studien. Seit 2005 ist Zayas Professor für Völkerrecht an der Geneva School of Diplomacy and International Relations. Seit 2003 hielt er als Lehrbeauftragter Vorlesungen u. a. an der DePaul University in Chicago, an der Schiller International University in Leysin, an der Universidad de Alcalá de Henares in Madrid, der Académie internationale de droit constitutionnel in Tunis, der National University of Ireland, am Raoul Wallenberg Institute der Universität Lund und an der Universität Trier. Als Gutachter und Berater für Menschenrechtsfragen war er an der Santa Clara University und am Institut des droits de l'homme in Straßburg tätig.

### Ehrenamtliches Engagement
Seit 1989 ist de Zayas Mitglied im PEN International und setzt sich regelmäßig für inhaftierte Schriftsteller ein. Von 2006 bis 2009 und wieder von 2013 bis 2017 war er Vorsitzender der P.E.N.-Sektion für die französischsprachige Schweiz. De Zayas ist außerdem Gründungsmitglied der United Nations Society of Writers, eines privaten Vereins von UN-Mitarbeitern in Genf, die sich als Schriftsteller betätigen und literarische Veranstaltungen in der UNO organisieren. Er ist seit 1990 der Herausgeber der jährlich erscheinenden Zeitschrift Ex Tempore, die mehr als 30 Mal publiziert wurde. Neben der Verfassung eigener Gedichte und Kurzgeschichten betätigte sich de Zayas als Übersetzer und veröffentlichte die erste englische Übersetzung von Rainer Maria Rilkes Larenopfer, 2. ergänzte Ausgabe 2008 mit einem Vorwort von Ralph Freedman, sowie Übersetzungen anderer Gedichte von Rilke, Hermann Hesse und Joseph von Eichendorff ins Englische, Französische und Spanische. Er schrieb auch politische Antikriegsgedichte.

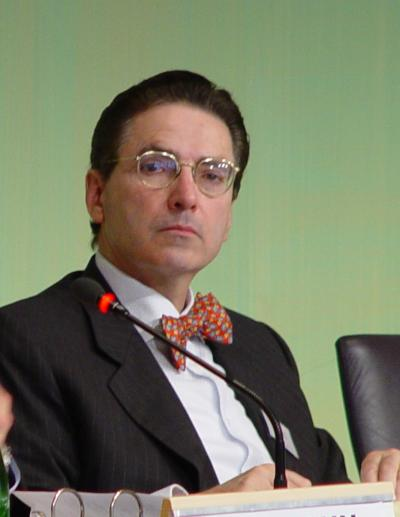
Alfred de Zayas (April 2003)

De Zayas ist Mitglied von Amnesty International, Points Coeur und Millennium Solidarity und sitzt im Kuratorium der Internationalen Gesellschaft für Menschenrechte  sowie der International Human Rights Association of American Minorities. 2005 gehörte er zu den Unterzeichnern des Appel de Blois, der generell jeden staatlichen Eingriff in die historische Forschung ablehnt, insbesondere sich aber gegen das französische Loi Gayssot, das die Leugnung des Holocaust unter Strafe stellt, richtet.
Er ist Mitglied der spanischen Menschenrechtsorganisation Asociación Española para el Derecho Internacional de los Derechos Humanos (AEDIDH) und Unterzeichner deren Erklärungen von Luarca vom 30. Oktober 2006 und Bilbao vom 24. Februar 2010 zum Menschenrecht auf Frieden. Auch ist er Beiratsmitglied des Zentrums gegen Vertreibungen des Bundes der Vertriebenen (BdV) in Berlin. Er plädierte 2009 dafür, dass auch die Vertriebenenfunktionärin und Bundestagsabgeordnete Erika Steinbach im Stiftungsbeirat einen Sitz erhalten soll.
Alfred de Zayas engagiert sich in der International Bill of Rights Association, einer internationalen Initiative von Völkerrechtlern, die weltweit Unterschriften für eine aktualisierte internationale Menschenrechtserklärung sammeln, die insbesondere die Einrichtung eines internationalen Menschengerichtshofs vorsieht.
Auch im Ruhestand äußert de Zayas sich noch vor UN-Gremien zu Menschenrechtsfragen. Im Dezember 2009 wurde de Zayas in eine UN-Arbeitsgruppe über das Menschenrecht auf Frieden berufen. Seine Ausführungen sind im Bericht des UN Hochkommissars für Menschenrechte enthalten. Der Menschenrechtsrat der Vereinten Nationen ernannte ihn im März 2012 auf Empfehlung seiner Präsidentin, Botschafterin Laura Dupuy (Uruguay), gemäß seiner Resolution 18/6 für einen Zeitraum von zunächst drei Jahren ab Mai 2012 zum unabhängigen Experten für die Förderung einer demokratischen und gerechten Weltordnung. Das Mandat wurde im September 2014 und im September 2017 um jeweils drei weitere Jahre verlängert. In seinem letzten Bericht im Auftrag des Menschenrechtsrats befasste er sich mit der Situation in Venezuela und dem mitbetroffenen Nachbarland Ecuador. Er nahm darin Stellung zur Wirkung der Wirtschaftssanktionen, die er als Wirtschaftskrieg bezeichnete, mit mittelalterlichen Belagerungen verglich und für massenhaften Tod durch Mangelernährung, fehlende Medikamente und medizinische Geräte verantwortlich machte. Anfang Mai 2018 übergab de Zayas das Amt an Livingstone Sewanyana. Im März 2018 gab die AfD-nahe Desiderius-Erasmus-Stiftung bekannt, dass sie Alfred de Zayas in das Kuratorium der Stiftung berufen habe.
De Zayas’ Forderung nach Aufhebung der Sanktionen gegen Venezuela wurde von der Hohen Kommissarin der Vereinten Nationen für Menschenrechte, Michelle Bachelet, und anderen UN-Berichterstattern, darunter Idriss Jazairy, Alena Douhan und Hilal Elver, unterstützt.
Im Februar 2021 besuchte Alena Douhan, UN-Sonderberichterstatterin für einseitige Zwangsmaßnahmen, Venezuela auf einer offiziellen Mission. Ihre vorläufigen Ergebnisse bestätigen die Analyse des Zayas-Berichts und dokumentieren die negativen Auswirkungen der US-Sanktionen auf die Menschenrechte. Am 16. Februar 2021 wurde Zayas von der italienischen Journalistin Geraldine Colotti über den Douhan-Bericht interviewt. Er hob dabei die Professionalität der Mission hervor.

## Werke
De Zayas hauptsächliches Betätigungsfeld als Wissenschaftler sind die Vertreibungen in Europa im Zeitraum von Anfang des 20. Jahrhunderts bis dato, von denen die folgenden Bevölkerungsgruppen betroffen waren: Polen, Tschechen, Slowaken, Russen, Serben, Kroaten, Slowenen, Ukrainer, Juden, Roma, Armenier, Griechen, Zyprioten, Deutsche und Österreicher.
Er veröffentlichte wissenschaftliche Studien über die ethnischen Säuberungen im ehemaligen Jugoslawien, die US-Marinebasis Guantánamo Bay, CIA-Gefängnisse, den Genozid an den Armeniern und die türkische Invasion Zyperns.

### Flucht und Vertreibung
De Zayas, der neben Englisch, Französisch und Spanisch auch fließend Deutsch spricht, begann seine wissenschaftliche Karriere mit dem Grundsatzartikel International Law and Mass Population Transfers, der alsbald in deutscher Übersetzung in der AWR-Festschrift 1975 erschien. In dem Artikel postulierte de Zayas ein Recht auf Heimat für alle Völker.
1977 folgte die Veröffentlichung seiner Promotionsarbeit Nemesis at Potsdam, die im selben Jahr in einer erweiterten deutschen Fassung unter dem Titel Die Anglo-Amerikaner und die Vertreibung der Deutschen erschien. Das Buch wurde in der Bundesrepublik Deutschland zum Bestseller, geriet allerdings auch „in die Gefechtslinien der Auseinandersetzungen um die Ostpolitik“. Trotz zahlreicher positiver Rezensionen und Zustimmung vor allem konservativer Politiker stieß das Buch in der Fachwelt auch auf Kritik. Der Historiker Lothar Kettenacker (bis 2004 Stellvertretender Direktor des Deutschen Historischen Instituts London) bemängelte, de Zayas habe sich die Argumentation der Vertriebenenfunktionäre zu sehr zu eigen gemacht und gleichzeitig die Perspektive osteuropäischer Wissenschaftler vernachlässigt. Zudem hätte de Zayas die Ostverträge rein legalistisch betrachtet. Manfred Kittel bringt die wenig wohlwollende Aufnahme des Werkes in der damaligen deutschen Fachwelt damit in Zusammenhang, dass im Zuge der Ostpolitik die Beschäftigung mit der Vertreibung der Deutschen und vor allem mit dem Vertreibungsgeschehen selbst „als politisch inkorrekt“ erschien und „vermeintlich allein der ‚Aufrechnung‘ deutscher Schuld diente“. Vor diesem Hintergrund war es nach Kittels Worten „alles andere als ein Zufall, daß das wichtigste Buch zur Vertreibung in den 1970er Jahren aus der Feder des US-amerikanischen Völkerrechtlers de Zayas kam“. Eine erweiterte deutsche Fassung erschien im Oktober 1977 unter dem Titel Die Anglo-Amerikaner und die Vertreibung der Deutschen (C. H. Beck, München), die u. a. von Andreas Hillgruber in der Historischen Zeitschrift 1978 und vom ehemaligen US-amerikanischen Ankläger der Nürnberger Prozesse, Benjamin Ferencz, positiv rezensiert wurde. Ferencz schrieb 1978 im American Journal of International Law, jedes Opfer von Unmenschlichkeit, gleich welcher Nationalität, Rasse oder Glaubensrichtung, sollte gleichermaßen durch das Gesetz geschützt werden. Es müsse eine ständige Verbesserung des internationalen Rechts geben, um den veränderten Bedingungen bewaffneter Konflikte zu begegnen, und insbesondere sei eine wirkungsvolle nationale und internationale Justizgewalt vonnöten, um internationales Recht durchzusetzen. Das Buch von de Zayas beleuchte ein bisher ungelöstes Problem.
1981 wirkte de Zayas beim BR-Film „Flucht und Vertreibung“ als historischer Berater der Auftragsfirma Chronos Film. Daraus entwickelte de Zayas sein populärwissenschaftliches Buch Anmerkungen zur Vertreibung. Der damals amtierende Bundesminister für innerdeutsche Beziehungen Heinrich Windelen schrieb im Vorwort:
„Es ist das Verdienst von Herrn de Zayas, die Debatte über die Vertreibung wieder eröffnet zu haben, eine Thematik, die weitgehend in Vergessenheit geraten war oder direkt vermieden wurde, weil sie als nicht gesellschaftsfähig oder opportun galt. In der Folgezeit haben in der Tat eine Reihe Autoren auf das Werk von de Zayas zurückgegriffen. Somit hat er wesentlich dazu beigetragen, dass die Erörterung der Vertreibung heute nicht mehr als Tabu angesehen wird.“
Im Anhang zu seinen Anmerkungen zur Vertreibung stellte de Zayas 23 Kernsätze zusammen, die sich gegen Vertreibungen wenden. Diesen Anhang hat er erweitert und 2008 in Form einer gesonderten Schrift unter dem Titel 50 Thesen zur Vertreibung neu herausgegeben. 2019 erschien dann, herausgegeben zusammen mit Konrad Badenheuer, das Buch 80 Thesen zur Vertreibung.
1994 erschien sein Buch A Terrible Revenge – The Ethnic Cleansing of the East European Germans („Eine schreckliche Rache – Die ethnischen Säuberungen der osteuropäischen Deutschen“). Es erhielt einige positive Rezensionen von Journalisten u. a. in der Times (London), New York Review of Books, und Ottawa Citizen.
Der Historiker und Migrationsforscher Rainer Ohliger kritisierte das Buch dahingehend, dass darin „die Geschichte von Flucht und Vertreibung aus ihrem zeitgeschichtlichen Kontext, ihrer Vorgeschichte und ihrem Ursachengeflecht herausgelöst werde und dabei die Opferperspektive“ der Deutschen im Vordergrund stehen würde. Dies könne einer legitimatorischen oder apologetischen außerwissenschaftlichen Geschichtsschreibung zugestanden werden, sei aber gemessen am „Standard der etablierten Profession“ nicht vertretbar.
De Zayas gilt als Experte für Minderheiten und Flüchtlingsrecht. So verfasste er 18 Beiträge für die Max Planck Enzyklopädie des Völkerrechts (1993–2003, u. a. die Beiträge „Civilian Population protection“, „Forced Resettlement“, „Marshall Plan“, „Population expulsion“), vier Beiträge für die 2005 erschienene Macmillan Encyclopedia of Genocide and Crimes Against Humanity (Aggression, Ismael Enver, Nelson Mandela, Raoul Wallenberg), den Beitrag „Vertriebene“ in Werner Weidenfelds Lexikon der deutschen Einheit (Bundeszentrale für politische Bildung, Campus Verlag 1992, S. 732–741) und den Beitrag „United Nations High Commissioner for Human Rights“ in Helmut Volger: Concise Encyclopedia of the United Nations (Kluwer, 2002). Für den Katalog der Bundesausstellung „Flucht, Vertreibung, Integration“ (2005–2006) verfasste de Zayas das Kapitel „Vertreibung und Völkerrecht“ (S. 180–188). Die neue Encyclopedia of Public International Law (Oxford) veröffentlichte seinen Beitrag „Forced Population Transfer“ (online seit September 2008). In einem Artikel von 2010 werfen Eva Hahn und Hans Henning Hahn de Zayas trotzdem vor, dass es ihm an historischem Wissen zu fehlen scheine: „Alfred de Zayas hat kein empirisch recherchiertes Buch geschrieben.“ Sie stellen die These auf, dass in der Bundesrepublik ein „Mythos Vertreibung“ entstanden sei, der nach wie vor Popularität genieße. De Zayas' Erfolg liege darin, dass er diesen Mythos bediene. Die Nemesis von Potsdam enthalte eine Zukunftsvision des Autors, „so dass man seine Ausführungen vielleicht nur als eine Rechtfertigung seiner zukunftsbezogenen Wunschvorstellungen lesen sollte“.
De Zayas postuliert ein Recht auf Heimat für alle Völker – in zahlreichen Artikeln und in seinem Buch Heimatrecht ist Menschenrecht. Zusammen mit Franz W. Seidler gab er den Sammelband Kriegsverbrechen in Europa und im Nahen Osten im 20. Jahrhundert heraus. Auswahl und Gewichtung der Artikel wurden als „nicht ausgewogen“ kritisiert. Aufgrund seiner thematischen Zusammenstellung und der inhaltlichen Ausarbeitung sei der Sammelband „nicht frei von eindeutigen politischen Tendenzen“. Das Buch erhielt aber auch positive Rezensionen u. a. in der Neuen Zeitschrift für Wehrrecht.

### Das Buch über die Wehrmachtsuntersuchungsstelle
In zahlreichen Veröffentlichungen kritisierte de Zayas Handlungen der Alliierten im Zweiten Weltkrieg als völkerrechtswidrig. Er wirft darin vor allem der sowjetischen Seite (siehe dazu: Verbrechen der Roten Armee im Zweiten Weltkrieg), aber auch den Streitkräften der USA sowie denen des Vereinigten Königreiches Kriegsverbrechen vor. Sein in Zusammenarbeit mit dem niederländischen Rechtswissenschaftler Walter Rabus entstandenes Buch über die Wehrmacht-Untersuchungsstelle (WUSt) ist die erste Auswertung der 226 Aktenbände der Wehrmacht-Untersuchungsstelle für Verletzungen des Völkerrechts, einer Behörde in der Rechtsabteilung der Wehrmacht. Diese Untersuchungsstelle der Wehrmacht sollte Kriegsverbrechen der Alliierten untersuchen und war eine Einrichtung, deren Untersuchungsergebnisse gegen die Alliierten verwendet werden sollten. Gleichzeitig sollte auch Vorwürfen der Alliierten über Kriegsverbrechen der Wehrmacht nachgegangen und diesen so begegnet werden. Das von der Deutschen Forschungsgemeinschaft geförderte Forschungsprojekt behandelt die während der Zeit des Nationalsozialismus durchgeführten Untersuchungen von mutmaßlichen alliierten Völkerrechtsverletzungen.
1979 erschien die Auswertung des Projektes als das Buch Die Wehrmachts-Untersuchungsstelle – deutsche Ermittlungen über alliierte Völkerrechtsverletzungen im Zweiten Weltkrieg bei Universitas. Das Buch wurde sowohl von Zeitungen als auch Teilen der Wissenschaft positiv beurteilt. So urteilte Harald Steffahn in der Wochenzeitung Die Zeit, das Buch sei im Beweisgang sorgfältig abgestützt, es formuliere und werte behutsam. Christopher Greenwood bezeichnete in Cambridge Law Journal die Arbeit über die Wehrmachtsuntersuchungsstelle als „exzellentes Buch“. Die untersuchten Fälle müssten vor dem Hintergrund des Holocaust und der von den deutschen Streitkräften und der SS begangenen Grausamkeiten betrachtet werden, und trotzdem könne dies die in diesem Buch beschriebenen Verbrechen nicht entschuldigen. Max E. Riedlsperger hob in German Studies Review hervor, vor dem Hintergrund der zu erwartenden Einflussnahme durch Goebbels' Propagandaministerium hätten die Autoren die Quellen besonders aufmerksam verifiziert und deshalb nach Möglichkeit noch lebende Richter, Gerichtsmediziner und Zeugen befragt sowie Vergleiche mit Dokumenten aus Archiven der Alliierten angestellt. Die Dokumente der WUSt seien eine wertvolle Quelle für die Erforschung der Kriegführung. Positive Rezensionen gab es auch von Andreas Hillgruber in der Historischen Zeitschrift sowie im Spiegel.
Einige Historiker, so Manfred Messerschmidt, Fritz Wüllner, Eduard Rabofsky und Gerhard Oberkofler, warfen De Zayas vor, sich unkritisch auf NS-Quellen gestützt zu haben, und widersprachen De Zayas' Behauptung, „daß die Wehrmachtsrichter unter den Bedingungen einer totalen Diktatur eine unabhängige und gerechte Rechtsprechung wahren konnten“.
Laut einer Einschätzung von Andreas Toppe aus dem Jahre 2008 würden die Ausführungen de Zayas' einer höchst zweifelhaften Methodik unterliegen. De Zayas, so Toppe, hätte ein Instrumentarium geschaffen, mittels dessen „er die letztendlich in den Nürnberger Prozessen gewonnenen Erkenntnisse über die Wehrmacht zu relativieren sucht“.
1999 entdeckte Bogdan Musial bei seiner Untersuchung der Wehrmachtsausstellung im Zusammenhang mit dem konkreten Fall eines Massakers der sowjetischen Geheimpolizei NKWD an 700 Ukrainern, Polen und Juden in Zloczów im Jahr 1941, dass auch Zayas’ Angaben zu einem Foto über das Aufdecken dieses Massakers in seinem Buch nur teilweise richtig seien. Er habe bei den Leichenfunden die ukrainischen Opfer und „Volksdeutsche“ erwähnt. Volksdeutsche seien aber nicht unter den Opfern gewesen. Die Angaben „Ukrainer und Volksdeutsche“ seien Angaben der NS-Propaganda gewesen. Neben den Ukrainern habe es sich in Wirklichkeit um Leichen von „Polen und Juden“ gehandelt. Es sei Bestandteil der NS-Propaganda gewesen, Polen und vor allem Juden nicht als Opfer darzustellen. Letztere wurden üblicherweise als Hauptverantwortliche der Stalinschen Verbrechen und des Krieges zwischen Deutschland und der Sowjetunion dargestellt.
Der Historiker Daniel Marc Segesser urteilte 2010 in der Buchversion seiner Habilitationsschrift aus dem Jahr 2006 über die Ahndung von Kriegsverbrechen zwischen 1872 und 1945, dass Zayas zwar auch einige Hinweise auf Verbrechen der SS und der Wehrmacht gebe, aber auch „den Versuch unternehme, die Anstrengungen der Wehrmacht im Hinblick auf die Ahndung von Kriegsverbrechen in ein günstiges Licht zu rücken und das Wissen um die nationalsozialistischen Verbrechen innerhalb der Wehrmachtsjustiz zu relativieren. “

## Andere Veröffentlichungen
De Zayas verfasste 1996 eine Rezension von Daniel Goldhagens Buch Hitlers Willige Vollstrecker in der Frankfurter Allgemeinen Zeitung. Er warf darin Goldhagen „Unfug und Unwissenheit“ vor und griff so in die Debatte um die deutsche Verantwortung für den Holocaust ein. De Zayas widerspricht unter anderem Goldhagens Behauptung, die Deutschen seien „eingefleischte Antisemiten“ gewesen und weist unter anderem darauf hin, viele Juden hätten im Kreise Bismarcks gewirkt, seien geadelt worden, hätten im Ersten Weltkrieg gedient und seien gefallen. Die deutschen Juden seien so gut integriert gewesen, dass trotz des Holocausts viele Emigranten nach dem Zweiten Weltkrieg nach Deutschland zurückgekehrt seien. Daraufhin wurde er insbesondere vom Berliner Historiker Wolfgang Wippermann angegriffen, der nach eigenem Bekunden allerdings der einzige deutsche Historiker war, der sich in der Goldhagen-Kontroverse auf die Seite Daniel Goldhagens schlug.
2011 veröffentlichte Zayas das Buch Völkermord als Staatsgeheimnis. In diesem Buch vertritt Zayas die Auffassung, über den Holocaust sei in NS-Deutschland wenig bekannt gewesen, weil Hitler schon 1940, vor Ingangsetzung des Völkermordes, jede Berichterstattung darüber verboten habe. Während de Zayas die Durchsetzung dieser Absicht der Geheimhaltung als gegeben ansieht, führen Peter Longerich, Frank Bajohr und Dieter Pohl anhand empirischer Befunde aus, die Judenvernichtung sei ein mehr oder weniger offenes Geheimnis gewesen. Daher wurde sein Buch von den Geschichtswissenschaftlern Martin Moll und Bernward Dörner hart kritisiert.
Bis er 2003 als UNO-Beamter pensioniert worden war, hatte sich de Zayas weitgehend aus politischen Diskussionen um aktuelle Streitfälle des Völkerrechts herausgehalten. Erst als Völkerrechtsprofessor machte er seine Opposition gegen den Irakkrieg öffentlich. Als Gast der Universität hielt er im Jahr 2003 die Douglas-McKay-Brown-Vorlesung an der Rechtsfakultät der Universität von British Columbia im kanadischen Vancouver über den Streitfall Guantánamo. Darin vertrat er die Position, die Marinebasis Guantánamo Bay müsse von den USA an Kuba zurückgegeben und die dort inhaftierten Gefangenen entweder entlassen oder zumindest nach rechtsstaatlichen Prinzipien behandelt werden. Die Frankfurter Allgemeine Zeitung veröffentlichte im selben Jahr einen Artikel von ihm zum selben Thema. Eine weiter entwickelte Version der Vorlesung hielt er 2005 am Institut für Rechtspolitik der Universität Trier.

## Auszeichnungen
- 1985 Menschenrechts-Plakette der Danube Swabian Association of the USA and Canada
- 1997 Ehrenplakette des Bundes der Vertriebenen
- 1998 Humanitas-Preis des Ost-West Kulturwerks Deutschland
- 2001 Dr. Walter-Eckhardt-Ehrengabe für Zeitgeschichtsforschung der Zeitgeschichtlichen Forschungsstelle Ingolstadt für das Buch Heimatrecht ist Menschenrecht, Laudatio durch Professor Alexander Demandt (Berlin)[69]
- 2002 Kulturpreis der Landsmannschaft Ostpreußen für Wissenschaft
- 2003 Scholarly Achievement Award of the Armenian National Committee of America
- 2004 Aufgenommen im conseil scientifique de l’Académie internationale du droit constitutionnel
- 2004 Menschenrechtspreis der Sudetendeutschen Landsmannschaft
- 2007 Menschenrechtspreis der Volksgruppe der Donauschwaben[70]
- 2008 Südmährischer Kulturpreis der Stadt Geislingen an der Steige und des Südmährischen Landschaftsrats in der Südmährischen Landsmannschaft[71]
- 2011 Educators Award 2011 des kanadischen Netzwerks Canadians for Genocide Education[72]

## Veröffentlichungen
- mit Konrad Badenheuer: 80 Thesen zur Vertreibung. Verlag Inspiration, London/München 2019, ISBN 978-3-945127-29-2.
- The CRC in Litigation under the ICCPR and CEDAW. In: Ton Liefaart, Litigating the Rights of the Child. Springer-Verlag, Dordrecht/NL 2015, ISBN 978-94-017-9444-2, S. 177–191.
- Die Wehrmacht-Untersuchungsstelle – deutsche Ermittlungen über alliierte Völkerrechtsverletzungen im Zweiten Weltkrieg. Unter Mitarbeit von Walter Rabus, Universitas Langen-Müller, München 1979, ISBN 3-8004-0880-5. Zahlreiche weitere Ausgaben zuletzt als: Die Wehrmacht-Untersuchungsstelle für Verletzungen des Völkerrechts : Dokumentation alliierter Kriegsverbrechen im Zweiten Weltkrieg. Unter Mitarbeit von Walter Rabus, Lindenbaum Verlag, Beltheim-Schnellbach 2012, ISBN 978-3-938176-39-9.
- Völkermord als Staatsgeheimnis: Vom Wissen über die „Endlösung der Judenfrage“ im Dritten Reich. Olzog Verlag, München 2011, ISBN 978-3-95768-083-9.
- United Nations Human Rights Committee Case Law 1977–2008. N.P.Engel Publishers, Kehl/Strasbourg 2009, ISBN 978-3-88357-144-7, zusammen mit dem isländischen Richter Jakob Th. Möller.
- 50 Thesen zur Vertreibung. Verlag Inspiration, London/München 2008, ISBN 978-3-9812110-0-9.
- Normes morales et normes juridiques. concurrence ou conciliation. In: Religions et Droit International Humanitaire. Editions A. Penode, Paris 2008, ISBN 978-2-233-00535-9, S. 81–87.
- Larenopfer. Zweisprachige kommentierte Ausgabe, erste Weltübersetzung von Rainer Maria Rilkes Gedichtszyklus „Larenopfer“, 2. erweiterte Ausgabe mit einem Vorwort von Ralph Freedman. Red Hen Press, Los Angeles 2008, ISBN 978-1-59709-080-3.
- The Illegal Implantation of Turkish Settlers in Occupied Northern Cyprus. In: Gilbert Gornig u. a. (Hrsg.): Iustitia et Pax. Duncker & Humblot, Berlin 2008, ISBN 978-3-428-12745-0.
- Gewaltverbot, Menschenrecht auf Frieden und die Luarca Erklärung vom 30. Oktober 2006. In: Humanitäres Völkerrecht. Bd. 21 (2008), ISSN 0937-5414, S. 214–220.
- The Istanbul Pogrom of 6–7 September 1955 in the Light of International Law. In: Genocide Studies and Prevention. (Vol. 2, No. 2, 2007), ISSN 1911-9933. University of Toronto, September 2007.
- Die Deutschen Vertriebenen. Keine Täter, sondern Opfer. Hintergründe, Tatsachen, Folgen. Leopold Stocker Verlag (Ares), Graz 2006, ISBN 3-902475-15-3. – Englisch: A Terrible Revenge: The Ethnic Cleansing of the East European Germans, 1944–1950. St. Martin’s Press, 1994, ISBN 0-312-12159-8. Neue ergänzte, überarbeitete Ausgabe, Palgrave/Macmillan, New York, April 2006.
- Human Rights and Indefinite Detention. In: International Review of the Red Cross. Volume 87, 2005, ISSN 1560-7755, S. 15–39.
- Die amerikanische Besetzung Guantánamos. Institut für Rechtspolitik an der Universität Trier, Rechtspolitisches Forum Nr. 28, 2005, ISSN 1616-8828
- Separate opinions in decisions of the Human Rights Committee under the Optional Protocol to the International Covenant on Civil and Political Rights. In: Renato Ribeiro Leão (ed.), Liber amicorum for Antonio Cançado Trindade, Brasilia 2003.
- Human Rights and Refugees. In: UN Treaty Based Mechanisms and Refugee Issues. UNHCR Seminar Series, 3. Volume, Chisinau 2002, S. 106–124.
- Kriegsverbrechen in Europa und im Nahen Osten im 20. Jahrhundert. Als Co-Autor und Mit-Herausgeber. Mittler & Sohn, Hamburg 2002, ISBN 3-8132-0702-1.
- Heimatrecht ist Menschenrecht. Universitas, München 2001, ISBN 3-8004-1416-3.
- International human rights monitoring mechanisms. Als Co-Autor und Mit-Herausgeber mit Bertrand Ramcharan und Gudmundur Alfredsson. Nijhoff, Den Haag 2001, ISBN 90-411-1445-9.
- Das Zentrum für Menschenrechte der Vereinten Nationen / Amt des Hochkommissars für Menschenrechte. In: Helmut Volger (Hrsg.): Lexikon der Vereinten Nationen. Oldenbourg, München 2000, ISBN 3-486-24795-6, S. 337–343.
- Die Völkerrechtlichen Grundlagen des Zweiten Weltkrieges und des Partisanenkrieges. In: Stefan Karner (Hrsg.): Der Krieg gegen die Sowjetunion 1941–1945. Leykam, Graz 1998, ISBN 3-7011-7387-7, S. 147–160.
- Das Recht auf die Heimat, ethnische Säuberungen und das internationale Kriegsverbrechertribunal für das ehemalige Jugoslawien. In: Archiv des Völkerrechts. Bd. 35/1, 1997, S. 29–72.
- Collective Expulsions: Norms, Jurisprudence, Remedies. In: Refugee Survey Quarterly, Volume 16, Number 3, 1997, ISSN 0253-1445.
- The United Nations High Commissioner for Human Rights. In: The European Convention on Human Rights …. UNHCR Liaison Office, Prag 1997, S. 48–54.
- Eva Krutein, preface by Adela Amador, introduction by Alfred-Maurice de Zayas: Eva's War: A True Story of Survival. Amador Publishers, Albuquerque/NM 1990, ISBN 0-938513-08-7. (Story of a German refugee from Danzig at the end of World War II.)
- Der Nürnberger Prozess. In: Alexander Demandt (Hrsg.): Macht und Recht. Beck'sche Reihe, München 1996, ISBN 3-406-39282-2, S. 311–341.
- Niemand hat Bush zum Weltpolizisten bestellt Uni Kassel, AG Friedensforschung,
- Die Wehrmacht und die Nürnberger Prozesse. In: Hans Poeppel, Wilhelm-Karl Prinz von Preußen, Karl-Günther von Hase: Die Soldaten der Wehrmacht. 6. Auflage. Herbig, München 2000, ISBN 3-7766-2057-9.
- Die Anglo-Amerikaner und die Vertreibung der Deutschen. Vorgeschichte, Verlauf, Folgen. Beck, München 1977, ISBN 978-3-406-06994-9. Viele weitere Ausgaben. Ab 2005 mit dem Obertitel Die Nemesis von Potsdam. Auf Englisch Nemesis at Potsdam. Routledge & Paul Kegan, London 1977 (Zugl.: Göttingen, Univ., Diss., 1977).
- International Law and Mass Population Transfers. In: Harvard International Law Journal. vol. 16, 1975, ISSN 0017-8063, S. 207–258.